# FlexRay
FlexRay (ФлексРэй) — высокоскоростной сетевой протокол для автомобилей, разработанный мировым консорциумом FlexRay, основоположником которого является компания NXP совместно с BMW, Daimler, Bosch, General Motors и Volkswagen. Пропускная способность протокола достигает 10 Мбит/с. Первые спецификации были опубликованы в 2004 году. Консорциум FlexRay распался в 2009 году, но стандарты были приняты как ISO с номерами от 17458-1 до 17458-5.
Поддерживаются топологии звезда (активная звезда, двойная звезда) и шина, возможно использование 2 независимых физических каналов передачи данных для повышения надежности. Шина FlexRay работает во временном цикле из двух сегментов: статического и динамического. Статический сегмент разделен на участки для отдельных типов обменов, предоставляя гарантии реального времени. Динамический сегмент работает по аналогии с шиной CAN, где участники обмена могут захватывать контроль над шиной при её доступности.

## Применение
Шина позиционируется для систем электромеханического управления (Drive-by-wire, Steer-by-wire — электронное рулевое управление, Brake-by-wire -электронное управление тормозами).
Первые автомобили с FlexRay появились в конце 2006 года (BMW X5). Среди автомобилей с FlexRay:
- Audi A4 (2017), A6 C7, A7, A8 D4, Q7 (2015-), TT Mk3 (2014-), R8 (2015-)
- Bentley Flying Spur (2013), Mulsanne
- BMW X5 (начиная с 2007[3][4]), 1-Series, 3-Series, 5 Series (F10), 5 Series Gran Turismo, 7-Series
- Lamborghini Huracán
- Mercedes-Benz S-Class (W222, C217), E-Class (W212) с 2013, C-Class (W205)
- Rolls-Royce Ghost
- Land Rover
- Volvo XC90 (2015-)
- Jeep Commander 2022

К 2010 году NXP поставила 2 миллиона микросхем FlexRay.

## Принцип работы
Система FlexRay состоит из шины и нескольких ЭБУ (англ. ECU). Каждый ЭБУ имеет независимую схему генерации синхросигнала, но дрейф частоты не может превышать 0,15 % от референсного значения. При такой точности возможна отправка приблизительно 300 бит без пересинхронизации. Синхронизация генераторов происходит периодически, в статическом сегменте.
В каждый момент времени лишь один ЭБУ отправляет сигнал в шину, используя дифференциальный код NRZI. Каждый отправляемый бит транслируется на протяжении 8 тактов, приемник получает 8 отсчетов, но определяет значения бита по последним 5 из них (через функцию мажоритарной системы).
Обмены производятся в составе фреймов. Фрейм состоит из байтов {\displaystyle \{x_{0},x_{1},\dots ,x_{m-1}\}}, обрамленными служебными битами по схеме:
- Сигнал начала передачи — Transmission Start Signal (TSS) — бит 0
- Сигнал начала фрейма — Frame Start Signal (FSS) — бит 1
- затем m раз повторяется:
  - Сигнал начала байта 0 — Byte Start Signal 0 (BSS0) — бит 1
  - Сигнал начала байта 1 — Byte Start Signal 1 (BSS1) — бит 0
  - 0-й бит i-го байта
  - 1-й бит i-го байта
  - 2-й бит i-го байта
  - 3-й бит i-го байта
  - 4-й бит i-го байта
  - 5-й бит i-го байта
  - 6-й бит i-го байта
  - 7-й бит i-го байта
- Сигнал завершения фрейма — Frame End Signal (FES) — бит 0
- Сигнал завершения передачи — Transmission End Signal (TES) — бит 1

Шина удерживается в состоянии 1 (высокого напряжения), когда не используется. Переход шины в состояние 0 сигнализирует участникам о начале передачи. Признаком полного сообщения является получение BSS0 (1) или FES (0). Для передачи 1 байта используется 80 тактов шины: 16 для BSS0/1 и 64 для самих данных. Формат фрейма позволяет передавать до 254 байтов и предусматривает использование раздельных CRC-сумм для заголовка (11 бит) и данных (24 бита).
FlexRay предоставляет большие скорости, чем традиционная шина CAN; также он защищает поле длины фрейма в отличие от CAN. Шина FlexRay имеет некоторые недостатки: низкие уровни напряжений и асимметрия, что ограничивает длину шины. Для задач, требующих большей пропускной способности и не относящихся к функциям безопасности, более вероятно использование шин группы Ethernet, при условии использования расширений «time triggered» и коммутаторов для исключения коллизий.